# Зустрічний провулок (Київ)
Зустрі́чний провулок — зниклий провулок, що існував у Подільському районі міста Києва, місцевість Вітряні гори. Пролягав від Межової до Зустрічної вулиці.
Прилучалися Вітряна, Квітникарська вулиці та Запа́динський провулок.

## Історія
Провулок виник в середині XX століття під назвою 240-й Новий. Назву Зустрічний провулок отримав у 1950-х роках, від Зустрічної вулиці. Ліквідований у зв'язку зі зміною забудови наприкінці 1970-х — на початку 1980-х років. 